# Bindschadler-Eisstrom
Der Bindschadler-Eisstrom (früher Eisstrom D) ist ein rund 500 km langer Eisstrom im westantarktischen Marie-Byrd-Land. Er fließt mit einer Geschwindigkeit an der Oberfläche von bis zu 800 Metern pro Jahr zwischen dem Siple Dome und dem MacAyeal-Eisstrom in westlicher Richtung zum Ross-Schelfeis.
Mitarbeiter des United States Antarctic Research Program erkundeten diesen und die weiteren Eisströme des Marie-Byrd-Lands zwischen 1983 und 1984. Das Advisory Committee on Antarctic Names benannte ihn 2002 nach dem US-amerikanischen Glaziologen Robert Alan Bindschadler vom Goddard Space Flight Center der NASA, von 1983 bis 1998 leitender Wissenschaftler des United States Antarctic Research Program zu Studien des westantarktischen Eisschilds einschließlich der Eisströme im Gebiet der Siple-Küste, deren Wechselwirkung mit dem Ross-Schelfeis und der Rolle des antarktischen Eisschilds bei der globalen Erwärmung.